# Пьервиль (Мёрт и Мозель)
Пьерви́ль (фр. Pierreville) — коммуна во французском департаменте Мёрт и Мозель, региона Лотарингия. Относится к  кантону Везелиз.				

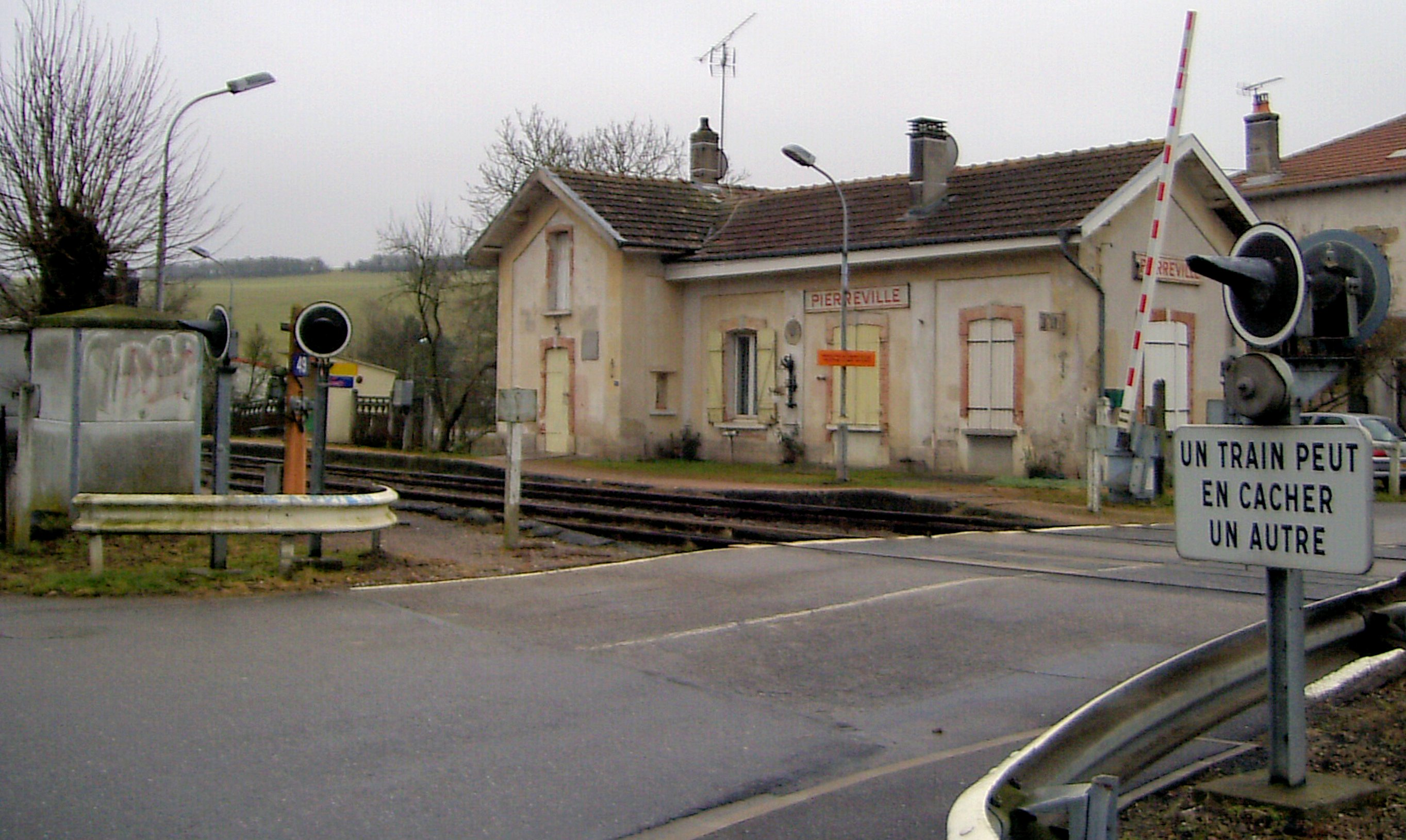
Железнодорожный вокзал в Пьеррвиле.

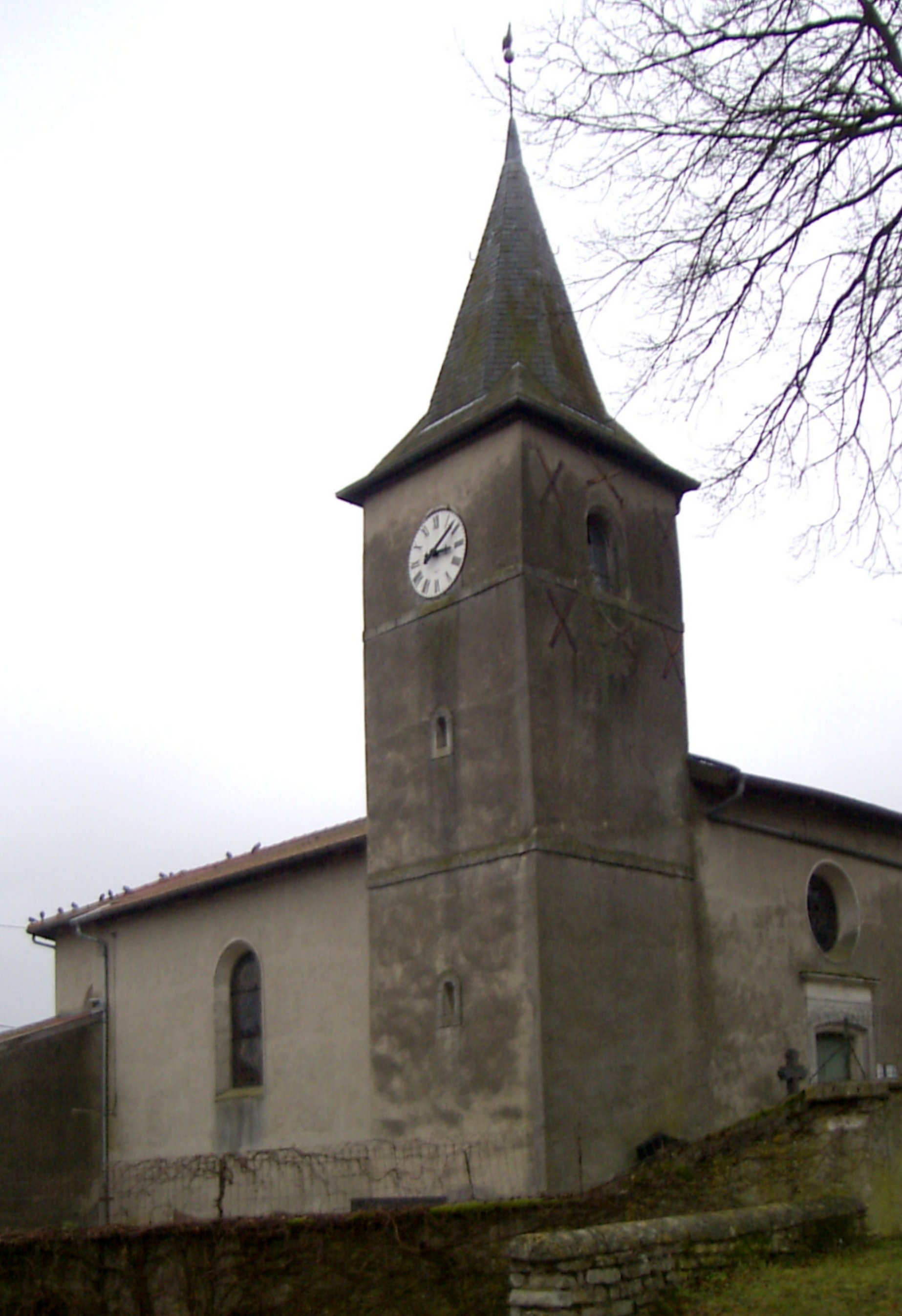
Церковь Сен-Лежер. Пьеррвиль.

## География
Пьервиль расположен в 17 км к югу от Нанси. Соседние коммуны: Ксейе и Фролуа на севере, Пюллиньи и Отре на юго-востоке, Удельмон на юго-западе.

## Демография
Население коммуны на 2010 год составляло 325 человек.
| 1962 | 1968 | 1975 | 1982 | 1990 | 1999 | 2010 |
| ---- | ---- | ---- | ---- | ---- | ---- | ---- |
| 159  | 171  | 191  | 236  | 281  | 302  | 325  |